# Jakob pri Šentjurju
Jakob pri Šentjurju este o localitate din comuna Šentjur, Slovenia, cu o populație de 142 de locuitori.